# Нидерландски скаути
Нидерландски скаути е националната скаутска организация на Нидерландия с приблизително 110 000 членове (53 324 мъже и 54 663 жени) към 2010 г.
Официален патрон на скаутската Нидерландия е кралица Максима, съпругата на нидерландския крал Вилем-Александър.

## История
Скаутството за момчета започва в Нидерландия през лятото на 1910 г., когато първите скаутски групи са сформирани в няколко града. Започва около година по-късно за момичета.
Нидерландските скаути са сред основателите на Световната асоциация на момичетата водачи и скаути през 1928 г., а също и сред членовете на Световната организация на скаутското движение през 1920 г.

### Основни правила
Het Nederlandsche Meisjesgilde / Het Nederlandse Padvindstersgilde (Гилдия на нидерландските момичета / Гилдия на нидерландските изследователки) 1916-1936
- Бъдете помощнички вкъщи
- Не презирайте никакъв вид работа
- Бъдете честни и верни
- Бъдете полезни за хората и животните
- Не говорете и не мислете нищо лошо
- Подчинявайте се, без да се оплаквате
- Носете разочарованието с бодрост
- Грижете се за здравето си

### Емблеми
- De Nederlandsche Padvinders (Нидерландски откриватели)